# Развитие (награда)
Националният литературен конкурс за нов български роман „Развитие“ е учреден през 1997 г. от Фондация „Развитие 21“.
Конкурсът „Развитие“ е за ръкопис, а не за издадена книга. Наградата предвижда парична сума, статуетка и издаване на наградените творби.
Жури в конкурса през годините са били такива именити български писатели и изследователи на литературата и културата като Блага Димитрова, Тончо Жечев, Георги Господинов, Алек Попов, Ивайло Знеполски, Боян Биолчев, Валери Стефанов и други.

## Носители на наградата
| №  | Година    | Жури | Номинации | Лауреати |
| -- | --------- | --- | --- | --- |
| 1  | 1997      | Жури с председател проф. Тончо Жечев и членове Блага Димитрова, Атанас Свиленов, Георги Цанков и Начо Халачев | | - „Кръстовден“ на Иван Робанов - „Синеокият слепец“ на Димитър Бочев - „В студената ти сянка, лейди“ на Здравка Евтимова - „Поп Богомил и съвършенството на страха“ на Владимир Зарев |
| 2  | 1998      | Жури с председател проф. Тончо Жечев и членове Блага Димитрова, Атанас Свиленов, Георги Цанков и Начо Халачев | | Голямата награда за нов непубликуван роман от български автор не се присъжда. Отличени са: - „Естествен роман“ на Георги Господинов - „Чукала мома лешници“ на Константин Терзиев     |
| 3  | 1999      | Жури с председател Атанас Свиленов и членове Блага Димитрова, Георги Цанков, Божидар Кунчев и Начо Халачев | | - „Виявици и фучавини“ на Евгени Кузманов - „Лунни конници“ на Коста Радев - „Дарението“ на Нелли Недева                                                                              |
| 4  | 2000      | Жури с председател Атанас Свиленов и членове Блага Димитрова, Георги Цанков, Божидар Кунчев и Начо Халачев | | - „Казусът „Рози“ на Марин Дамянов |
| 5  | 2001-2002 | Жури с председател проф. Ивайло Знеполски и членове ректора на СУ „Св. Климент Охридски“ проф. Боян Биолчев, декана на факултет „Славянски филологии“ на СУ проф. Валери Стефанов и писателите Георги Господинов и Алек Попов | - „Стълба към небето“ на Петър Велинов - „Смъртта е за предпочитане“ на Христо Карастоянов - „Умерено нежно“ на Галин Никифоров - „Белият слон“ на Димитър Бочев - „Лабиринтът към Монтевидео“ на Коста Радев - „Снежни човеци“ на Петър Чухов                                                                | - „Смъртта е за предпочитане“ на Христо Карастоянов - „Снежни човеци“ на Петър Чухов - „Умерено нежно“ на Галин Никифоров                                                             |
| 6  | 2004      | Жури с председател проф. Ивайло Знеполски и членове ректора на СУ „Св. Климент Охридски“ проф. Боян Биолчев, декана на факултет „Славянски филологии“ на СУ проф. Валери Стефанов и писателите Георги Господинов и Алек Попов | - „Майките“ на Теодора Димова - „Unplugged“ на Мая Вуковска - „Невъзможните убежища на поезията“ на Едвин Сугарев - „Опит за екстаз“ на Димитър Бочев - „Образцов дом“ на Ваня Щерева | - „Майките“ на Теодора Димова - „Unplugged“ на Мая Вуковска - „Невъзможните убежища на поезията“ на Едвин Сугарев                                                                     |
| 7  | 2006      | Жури с председател проф. Ивайло Знеполски и членове писателите Георги Господинов и Алек Попов | - „Планът на Париж“ на Кристин Юрукова - „Тъй както мъж целува жена, която обича“ на Петър Денчев - „Eurofootboys, или Страстната седмица“ на Мирослав Бърдаров - „Потъването на Созопол“ на Ина Вълчанова - „Последният рокендрол“ на Петър Нанев                                                            | - „Планът на Париж“ на Кристин Юрукова - „Тъй както мъж целува жена, която обича“ на Петър Денчев                                                                                     |
| 8  | 2009      | Жури с председател проф. Ивайло Знеполски и членове писателите Георги Господинов и Алек Попов | - „Крачолов“ на Александър Джоганов - „Татко, аз и Ангелът“ на Ваня Щерева - „Добрият, лошият...и Мария“ на Волен Митев - „Портрет на художника като млад“ на Десислава Димова - „Изкуството да ни се случват хубави неща“ на Йордан Бозушки - „Ex oriente lux, От изток иде светлината“ на Стефан Бакърджиев | - „Ex oriente lux, От изток иде светлината“ на Стефан Бакърджиев |
| 9  | 2016      | Жури с председател проф. Ивайло Знеполски и членове писателят Георги Господинов и Бойко Пенчев | - „Светата кръв“ на Антон Баев - „Остров Крах“ на Ина Вълчанова - „Театрален гамбит“ на Волен Митев - „Невидими“ на Наталия Делева - „№ 9“ на Нора Пенчева - „За това, което се случва между двама“ на Юлия Раданова - „Сайтът на един тийнейджър“ на Александър Томов                                        | - „Остров Крах“ на Ина Вълчанова |
| 10 | 2018      | Жури с председател проф. Ивайло Знеполски и членове писателят Георги Господинов и Бойко Пенчев | - „Водната кула“ на Диана Петрова - „Глиненият цар“ на Добромир Байчев - „Екстрийм – една рокаджийска история с автобус“ на Иван Стоилов - „Кула от лъжи“ на Виктор Стоянов - „Национално съкровище“ на Димитър Тодоров - „Тогава и винаги“ на Страхил Събев - „Три за щастие“ на Десислава Шейтанова         | - „Глиненият цар“ на Добромир Байчев |